# أوسمة ونياشين وميداليات السعودية

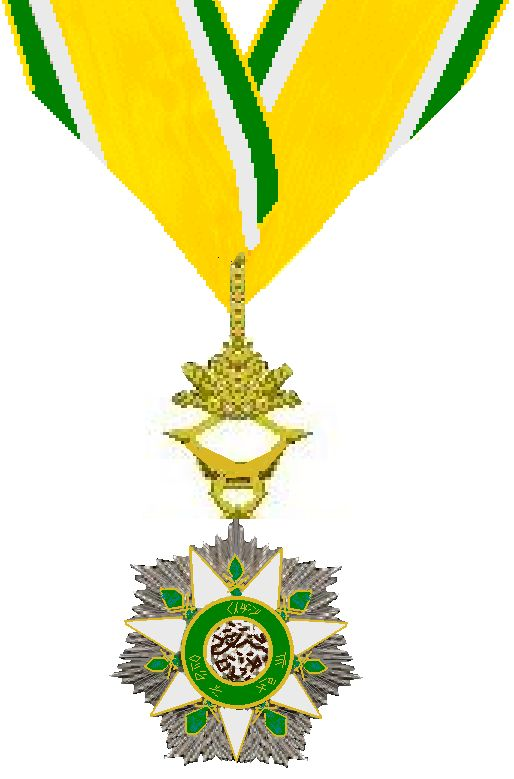
وسام الملك فيصل بن عبد العزيز

أوسمة ونياشين وميداليات السعودية نظام صدر بمرسوم ملكي في عهد الملك فيصل بن عبدالعزيز عام 1969، حيث تمنح هذه الأوسمة بموجب أمر ملكي إلى رؤوساء الدول والشخصيات المدنية والعسكرية والوطنية، تكريمًا لهم لما قدموه من أعمال ووقائع مهمة، أو لتخليد مناسبات ذات قيمة وطنية. وتعتبر “قلادة بدر الكبرى” و “قلادة الملك عبدالعزيز” أرفع الأوسمة السعودية درجة في التكريم، ويحملها ملك المملكة العربية السعودية بعد مبايعته، وتمنح فقط تكريمًا للملوك ورؤوساء الدول،  ويأتي في الدرجة الثانية من التكريم “وشاح الملك عبدالعزيز”، ويليه ”وسام الملك عبدالعزيز” وهو في الدرجة الثالثة من الأوسمة السعودية وجاء على 5 درجات، ويأتي في الدرجة الرابعة الأوسمة التقديرية وهي على 3 درجات: وسام الملك سعود، ووسام الملك فيصل، ووسام الملك خالد، ووسام الملك فهد، ووسام الملك عبدالله، وفي عام 2015، تم تعديل اللائحة التنفيذية لنظام الأوسمة السعودية وأضيف لها وسام الملك سلمان.

## تاريخ

### خلال فترة حكمالملك عبد العزيز
تم تصنيع عدد قليل من الأوسمة وتم استبدالها تدريجيا بالأوسمة السعودية الحالية منذ عام 1971م، كما تعتبر الأوسمة والميداليات من حق ورثة صاحبها عند وفاته كذكرى ولا يحق لهم ارتدائها، يزال اسم صاحب الوسام منه ويمنع من ارتدائه في حالة قيامه بعمل يتنافى مع مبادئ وشرف عمله أو في حالة ارتكابه جريمة يعاقب عليها القانون ولا تنزع الميدالية أو الوسام من أي فرد إلا بعد محاكمته وصدور الحكم ضده، وبعد صدور أمر ملكي بذلك.

### خلال فترة حكمالملك سعود

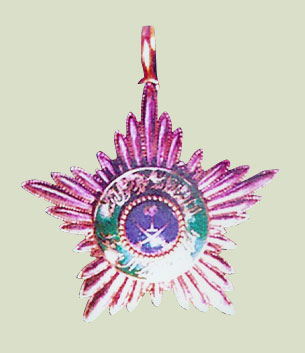
وسام الملك عبد العزيز خلال حقبة الملك سعود

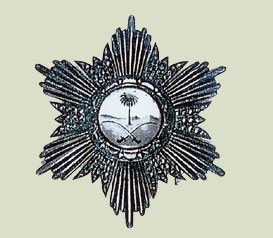
نجمة الملك سعود

كان الترتيب يبدأ بالأوسمة، ثم ميداليات الإنجاز، ثم ميداليات الخدمة والحملات وأخيراً الميداليات التذكارية. وتم منح الجنود الذين اشتركوا في حرب فلسطين ميدالية خدمة فلسطين، بالإضافة إلى أحد الميداليات الثلاث التذكارية بالحرب الفلسطينية التي شاركوا فيها.
خلال فترة حكمه تم تصميم أوسمة وميداليات خاصة، وكان ذلك في الفترة بين عام 1954 و1955، وهي:
- وسام جلالة الملك عبد العزيز آل سعود.
- نجمة جلالة الملك سعود.
- الوسام العسكري الوطني.
- ميدالية كفاية.
- ميدالية استحقاق.
- ميدالية خدمة.
- ميدالية تقدير.
- ميدالية الخدمة والقدوة الحسنة.
- ميدالية ترقية استثنائية.
- ميدالية الإصابة في الحرب.
- ميدالية فلسطين.

### في الوقت الحاضر
تنقسم الأوسمة السعودية إلي 4 درجات رئيسية ولا تمنح إلا بموجب أمرٍ ملكي، وهي كالتالي:
- قلادة بدر الكبرى.
- قلادة الملك عبد العزيز
- وشاح الملك عبد العزيز
- وسام الملك عبد العزيز

## الدرجات والطبقات
- أوسمة الدرجة الأولى:
  - قلادة بدر الكبرى
  - قلادة الملك عبد العزيز
- أوسمة الدرجة الثانية:
  - وشاح الملك عبد العزيز
  - وشاح الملك عبد العزيز من الطبقة الثانية
- أوسمة الدرجة الثالثة:
  - وسام الملك عبد العزيز
- أوسمة الدرجة الرابعة:
  - وسام الملك سعود
  - وسام الملك فيصل
  - وسام الملك خالد
  - وسام الملك فهد
  - وسام الملك عبد الله
  - وسام الملك سلمان

## أوسمة الدرجة الأولى

### قلادة بدر الكبرى
هي أرفع الأوسمة السعودية درجة في التكريم ولا تمنح إلا تكريماً للملوك ورؤساء الدول وقادة الأمة الإسلامية، أشهر من حصل عليها:
| الرئيس                | الدولة    | في عهد                                                    |
| --------------------- | --------- | --------------------------------------------------------- |
| توانكو سيد سراج الدين | ماليزيا   | عبدالله بن عبدالعزيز (حين كان وليًا للعهد قبل توليه الحكم) |
| نور سلطان نزار باييف  | كازاخستان | عبدالله بن عبدالعزيز (حين كان وليًا للعهد قبل توليه الحكم) |

### قلادة الملك عبد العزيز
تتساوى مع قلادة بدر الكبرى في الدرجة ولكن أقل في المرتبة، وكقلادة بدر الكبرى فقلادة الملك عبدالعزيز أيضاً لا تمنح إلا تكريماً للملوك ورؤساء الدول.
أشهر من حصل عليها:
| الرئيس             | الدولة           | في عهد                |
| ------------------ | ---------------- | --------------------- |
| جورج بوش           | الولايات المتحدة | عبد الله بن عبدالعزيز |
| باراك أوباما       | الولايات المتحدة | عبد الله بن عبدالعزيز |
| دونالد ترمب        | الولايات المتحدة | سلمان بن عبدالعزيز    |
| عبدالفتاح السيسي   | مصر              | عبد الله بن عبدالعزيز |
| الباجي قائد السبسي | تونس             | سلمان بن عبدالعزيز    |
| فلاديمير بوتين     | روسيا            | عبد الله بن عبدالعزيز |
| فرانسوا أولاند     | فرنسا            | عبد الله بن عبدالعزيز |
| هيثم بن طارق       | عمان             | سلمان بن عبدالعزيز    |

## أوسمة الدرجة الثانية

### وشاح الملك عبد العزيز
يعتبر وشاح الملك في الدرجة الثانية بعد قلادة بدر الكبرى وقلادة الملك عبدالعزيز وله طبقتان: الطبقة الأولى والطبقة الثانية، ويمنح فقط لأولياء العهد وأمراء الأسر المالكة ورؤساء مجلس الوزراء ورؤساء الهيئات النيابية ومن في درجتهم مثل رئيس مجلس الشعب أو مجلس الشورى أو مجلس العموم أو الكونغرس. أشهر من حصل على وشاح الملك عبد العزيز من الطبقة الأولى هم:
| البلد    | المنصب                  | الاسم                           | في عهد                 |
| -------- | ----------------------- | ------------------------------- | ---------------------- |
| السعودية | الأمير                  | نايف بن عبد العزيز              |                        |
| السعودية | الأمير                  | محمد بن نايف بن عبدالعزيز       | عبد الله بن عبد العزيز |
| إيطاليا  | رئيس مجلس وزراء إيطاليا | سيلفيو برلسكوني                 | عبد الله بن عبد العزيز |
| ماليزيا  | رئيس وزراء ماليزيا      | محمد عبد الرزاق                 | عبد الله بن عبد العزيز |
| ألمانيا  | المستشارة الألمانية     | أنغيلا ميركل                    | عبد الله بن عبد العزيز |
| اليابان  | رئيس الوزراء الياباني   | شينزوا آبي                      | عبد الله بن عبد العزيز |
| السعودية | الأمير                  | بدر بن عبد المحسن بن عبد العزيز | سلمان بن عبد العزيز    |
| السعودية | الأمير                  | خالد الفيصل بن عبد العزيز       | سلمان بن عبد العزيز    |

### وشاح الملك عبد العزيز من الطبقة الثانية
أشهر من حصل عليها:
| البلد    | الاسم         | المنصب                                | في عهد                 |
| -------- | ------------- | ------------------------------------- | ---------------------- |
| السعودية | علي النعيمي   | وزير البترول والثروة المعدنية         | عبد الله بن عبد العزيز |
| بنغلاديش | محمد يونس     | مؤسس بنك غرامين                       | عبد الله بن عبد العزيز |
| السعودية | نزار مدني     | وزير الدولة للشؤون الخارجية السابق    | سلمان بن عبد العزيز    |
| السعودية | تركي آل الشيخ | رئيس مجلس إدارة الهيئة العامة للترفيه | سلمان بن عبدالعزيز.    |

## أوسمة الدرجة الثالثة

### وسام الملك عبد العزيز

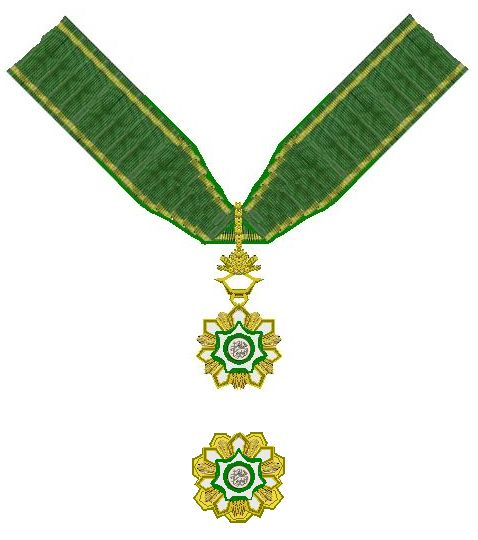
وسام الملك عبد العزيز من الدرجة الثانية

وسام الملك عبد العزيز هو ثالث الأوسمة السعودية في الدرجة ويمنح تقديراً لمن يؤدي خدمات كبرى للدولة أو لأحد مؤسساتها أو يقوم بخدمات أو أعمال ذات قيمة معنوية هامة أو لمن يقدم تضحيات كبيرة . والوسام عبارة عن 5 درجات وهي الدرجة الممتازة، والأولى، والثانية والثالثة والرابعة، وأشهر من حصل على وسام الملك عبد العزيز:
| الاسم                       | درجته           | مقابل خدمته                                                                                               | تسلمه من                    |
| --------------------------- | --------------- | --- | --------------------------- |
| الوليد بن طلال              | الدرجة الأولى   | | [ 25 ]                      |
| عبد الله بن متعب            | الدرجة الأولى   | بمناسبة تحقيق المنتخب السعودي للفروسية الميدالية البرونزية لقفز الحواجز للفرق، ضمن منافسات أولمبياد لندن. | عبد الله بن عبد العزيز      |
| رمزي الدهامي                | الدرجة الأولى   | بمناسبة تحقيق المنتخب السعودي للفروسية الميدالية البرونزية لقفز الحواجز للفرق، ضمن منافسات أولمبياد لندن. | عبد الله بن عبد العزيز      |
| كمال باحمدان                | الدرجة الأولى   | بمناسبة تحقيق المنتخب السعودي للفروسية الميدالية البرونزية لقفز الحواجز للفرق، ضمن منافسات أولمبياد لندن. | عبد الله بن عبد العزيز      |
| عبد الله الشربتلي           | الدرجة الأولى   | بمناسبة تحقيق المنتخب السعودي للفروسية الميدالية البرونزية لقفز الحواجز للفرق، ضمن منافسات أولمبياد لندن. | عبد الله بن عبد العزيز      |
| فهد بن عبد الله بن محمد     | الدرجة الممتازة | تقديرا لجهوده وتكريمًا له على أعماله في خدمة القوات المسلحة.                                               | سلطان بن عبد العزيز         |
| خالد بن عبد العزيز الفالح   | الدرجة الممتازة | لجهودهم في إنجاز مرحلة تأسيس، جامعة الملك عبد الله للعلوم والتقنية.                                       | عبد الله بن عبد العزيز      |
| نظمي النصر                  | الدرجة الأولى   | لجهودهم في إنجاز مرحلة تأسيس، جامعة الملك عبد الله للعلوم والتقنية.                                       | عبد الله بن عبد العزيز      |
| إسماعيل بن إبراهيم الشورى   | الدرجة الأولى   | لجهوده وما قدمه من انجازات طوال مسيرة حياته العملية                                                       | عبد الله بن عبد العزيز.     |
| خولة سامي الكريع            | الدرجة الأولى   | نظير تحقيقها عدة إنجازات متميزة في مجال أبحاث الصفات الوراثية (الجينية) للخلايا السرطانية.                | عبد الله بن عبد العزيز.     |
| فرمان علي خان باكستاني      | الدرجة الأولى   | لقيامه بإنقاذ 14 شخصا من الغرق خلال السيول التي اجتاحت مدينة جدة عام 2010                                 | عبد الله بن عبد العزيز.     |
| غدير بنت محمد كتوعة         | الدرجة الأولى   | بعد موتهم في حريق مدارس براعم الوطن في جدة، تضحية بأنفسهن لإنقاذ طالبات المدرسة.                          | عبد الله بن عبد العزيز.     |
| ريم بنت علي النهاري         | الدرجة الأولى   | بعد موتهم في حريق مدارس براعم الوطن في جدة، تضحية بأنفسهن لإنقاذ طالبات المدرسة.                          | عبد الله بن عبد العزيز.     |
| سوزان بنت سالم الخالدي      | الدرجة الأولى   | بعد موتهم في حريق مدارس براعم الوطن في جدة، تضحية بأنفسهن لإنقاذ طالبات المدرسة.                          | عبد الله بن عبد العزيز.     |
| سيف بن فدعوس الشمري         | الدرجة الأولى   | لإنقاذهم سيدة من السيل الجارف الذي ضرب مدينة حائل عام 2009.                                               | عبد الله بن عبد العزيز.     |
| عمر أحمد الفقيه             | الدرجة الثانية  | لإنقاذهم سيدة من السيل الجارف الذي ضرب مدينة حائل عام 2009.                                               | عبد الله بن عبد العزيز.     |
| رشيد زامل الشمري            | الدرجة الثانية  | لإنقاذهم سيدة من السيل الجارف الذي ضرب مدينة حائل عام 2009.                                               | عبد الله بن عبد العزيز.     |
| سارة الفيصل بن عبد العزيز   | الدرجة الأولى   | لجهودها في خدمة أعمال الخير ومساهمتها في دعم قضايا المرأة السعودية.                                       | عبد الله بن عبد العزيز.     |
| محمد بكر برناوي             | الدرجة الأولى   | بعد أن راح ضحية لطعنات تلقاها من أحد طلابه في إحدى مدارس تعليم صبيا بجازان.                               | عبد الله بن عبد العزيز.     |
| عبد العزيز الحربي           | الدرجة الأولى   | بعد أن قام بإنقاذ معلمات عندما اشتعلت مركبتهم جراء حادث مروري.                                            | سلمان بن عبد العزيز.        |
| حبيب بن مصطفى زين العابدين  | الدرجة الأولى   | لماقام به من جهود من خلال إشرافه على مشروعات الوزارة في المشاعر المقدسة.                                  | سلمان بن عبد العزيز.        |
| خلف بن هذال                 | الدرجة الأولى   | لمشاركته في المناسبات الوطنية ومواكبة الأحداث السياسية طوال 40 عام.                                       | سلمان بن عبد العزيز.        |
| منصور بن مقرن بن عبد العزيز | الدرجة الأولى   | بعد تحطم المروحية التي كانت تقله في منطقة عسير.                                                           | سلمان بن عبدالعزيز.         |
| هيفاء آل مقرن               | الدرجة الممتازة | | سلمان بن عبد العزيز آل سعود |

## أوسمة الدرجة الرابعة

### وسام الملك سعود
يُمنح تقديراً للمتميزين في مجال الخدمة المدنية، والقضاء، والاقتصاد والمال، والمهن الحرة، ولمن قام بعمل بطولي نبيل.

### وسام الملك فيصل
يُمنح تقديراً للمتميزين في مجال خدمة الإسلام، والمجال الدبلوماسي، والمجالات العسكرية والأمنية.

### وسام الملك خالد
يُمنح تقديراً للمتميزين في مجال خدمة اللغة العربية، والتراث الوطني، وحماية البيئة والتطوير الحضري.

### وسام الملك فهد
يُمنح تقديراً للمتميزين في مجالات العلوم، والفنون، والآداب، والطب، والتربية والتعليم، والبحث العلمي، والتنمية المستدامة، وكذلك لأصحاب المبادرات البارزة في مجالات خدمة المسلمين، والعناية بكتاب الله والسنة النبوية، وخدمة التضامن العربي، وتوطيد الأمن والاستقرار الدوليين، والمحافظة على الأمن الوطني.

### وسام الملك عبد الله
يُمنح تقديراً للمتميزين في مجال المبادرات الإنسانية العالية، والتنمية الاجتماعية، والوحدة العربية والإسلامية، وإرساء مبادئ العدالة والتسامح، والتقنية والاتصالات، والتطوير الإداري.

### وسام الملك سلمان
يُمنح تقديراً للمتميزين في مجالات التاريخ الوطني والعربي والإسلامي والمكتبات وخدمة المخطوطات والوثائق التاريخية وللمتميزين في مجالات الإعلام والثقافة، وتنمية السياحة الوطنية، ولأصحاب المبادرات البارزة في الأعمال الإنسانية والخيرية والإغاثية.

## الأوسمة العسكرية

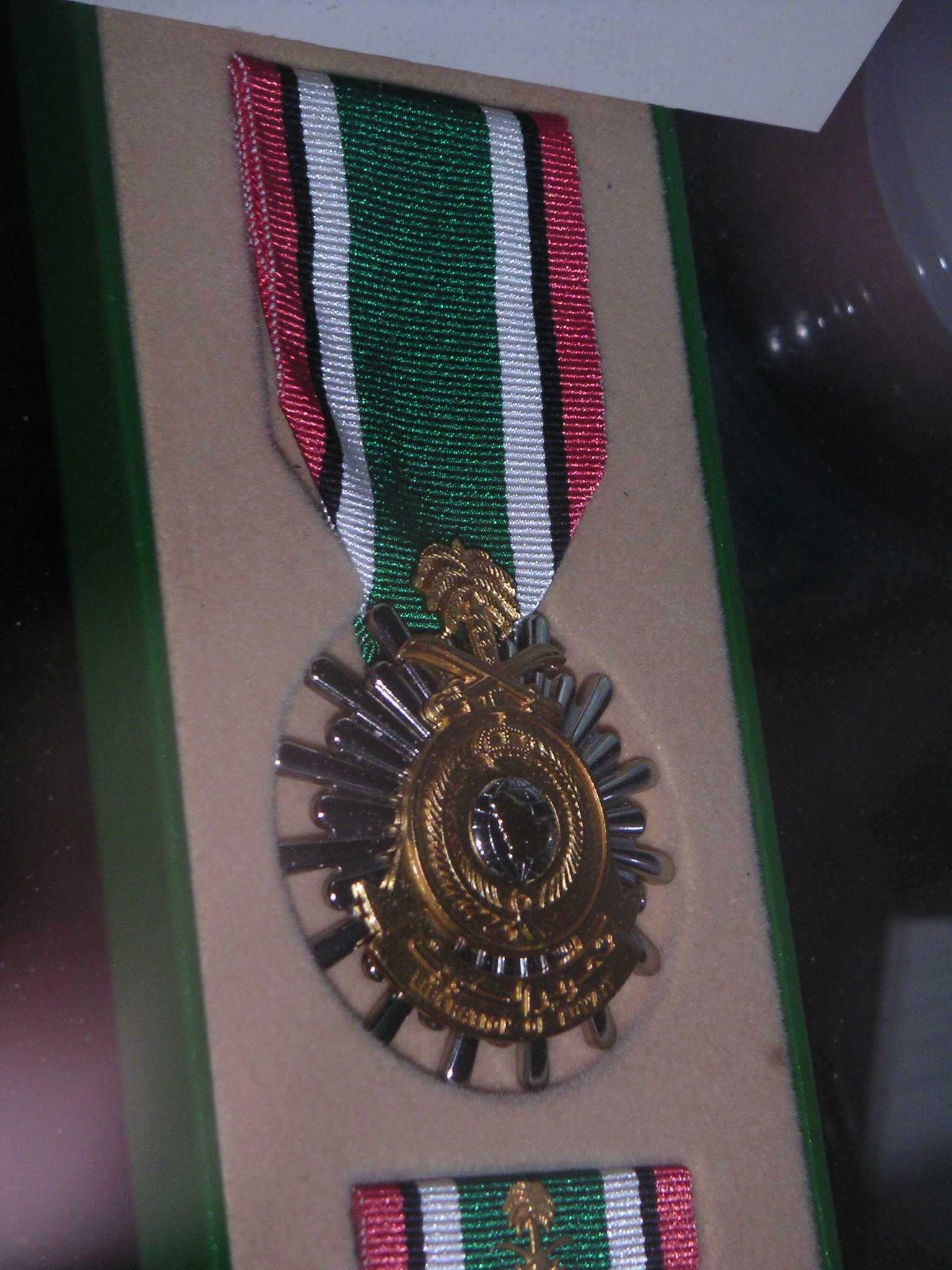
وسام تحرير الكويت السعودي

وضعت المملكة العربية السعودية، مجموعة من الأوسمة العسكرية ونظامًا لها، خلال الحرب العالمية الثانية وحرب فلسطين، والرتب التي تستحقها بدءاً بأعلاها درجة، وفي عام 1938، صُنعت نجمة فضية تحتوي على الشعار السعودي للقوات المسلحة وتمنح بناءًا على رغبة الحاكم في المناسبات الخاصة، ولم يُعاد تصنيعها بعد عام 1950.

### وسام تحريرالكويت(النسخةالسعودية)
وسام الجيش السعودي لتحرير دولة الكويت، تم توزيعه من قبل الحكومة السعودية لجميع المشاركين في الحرب.

## وصلات خارجية
- نص نظام الأوسمة السعودية